# Pease 1
Pease 1 ist ein planetarischer Nebel im  Kugelsternhaufen M15, also etwa 33.600 Lichtjahre entfernt im  Sternbild Pegasus. Der Nebel wurde im Jahr 1928 von dem Astronomen Francis G. Pease entdeckt. Es ist der erste von bisher fünf planetarischen Nebeln, die in einem Kugelsternhaufen beobachtet wurden. Der Nebel besitzt eine Helligkeit der 15,5 Magnitude und kann mit einem Teleskop mit einer Apertur von mindestens 30 cm beobachtet werden.